# Adam Brooks (filmregissör)
Adam Brooks, född 3 september 1956 i Toronto, Ontario, är en kanadensisk filmregissör, manusförfattare och skådespelare.

## Filmografi
- 1995 – French Kiss - (som manusförfattare och skådespelare)
- 1998 – Älskade - (som manusförfattare)
- 1998 – Magiska systrar - (som manusförfattare)
- 2004 – Wimbledon - (som manusförfattare)
- 2004 – På spaning med Bridget Jones - (som manusförfattare)
- 2008 – Definitely, Maybe - (som manusförfattare, regissör och skådespelare)